# Lagoa do Marcelino
Lagoa do Marcelino är en sjö i Brasilien.   Den ligger i delstaten Rio Grande do Sul, i den södra delen av landet, 1 600 km söder om huvudstaden Brasília. Lagoa do Marcelino ligger 3 meter över havet. Den ligger vid sjön Lagoa do Coconde.
I omgivningarna runt Lagoa do Marcelino växer i huvudsak städsegrön lövskog. Runt Lagoa do Marcelino är det ganska tätbefolkat, med 166 invånare per kvadratkilometer.